# Neuropeptidni Y receptor Y1
Neuropeptidni Y receptor tip 1 je protein koji je kod ljudi kodiran  genom.

## Selektivni ligandi

### Agonisti
- Neuropeptid Y (endogeni agonist)
- Peptid YY

### Antagonisti
Peptid
- (selektivni  antagonist)
- (mešoviti  antagonist /  agonist)

Ne-peptid

## Literatura
1. ↑  Herzog H, Baumgartner M, Vivero C, Selbie LA, Auer B, Shine J (1993). „Genomic organization, localization, and allelic differences in the gene for the human neuropeptide Y Y1 receptor”. J Biol Chem. 268 (9): 6703—7. PMID 8095935.
2. ↑  „Entrez Gene: NPY1R neuropeptide Y receptor Y1”.

## Dodatna literatura
- Wan CP, Lau BH (1997). „Neuropeptide Y receptor subtypes.”. Life Sci. 56 (13): 1055—64. PMID 9001438. doi:10.1016/0024-3205(95)00041-4.
- Parker E, Van Heek M, Stamford A (2002). „Neuropeptide Y receptors as targets for anti-obesity drug development: perspective and current status.”. Eur. J. Pharmacol. 440 (2-3): 173—87. PMID 12007534. doi:10.1016/S0014-2999(02)01427-9.
- Bettio A, Beck-Sickinger AG (2002). „Biophysical methods to study ligand-receptor interactions of neuropeptide Y.”. Biopolymers. 60 (6): 420—37. PMID 12209475. doi:10.1002/1097-0282(2001)60:6<420::AID-BIP10183>3.0.CO;2-W.
- Larhammar D; Blomqvist AG; Yee F;  . (1992). „Cloning and functional expression of a human neuropeptide Y/peptide YY receptor of the Y1 type.”. J. Biol. Chem. 267 (16): 10935—8. PMID 1317848.
- Herzog H; Hort YJ; Ball HJ;  . (1992). „Cloned human neuropeptide Y receptor couples to two different second messenger systems.”. Proc. Natl. Acad. Sci. U.S.A. 89 (13): 5794—8. PMC 402104 . PMID 1321422. doi:10.1073/pnas.89.13.5794.
- Rose PM; Fernandes P; Lynch JS;  . (1995). „Cloning and functional expression of a cDNA encoding a human type 2 neuropeptide Y receptor.”. J. Biol. Chem. 270 (39): 22661—4. PMID 7559383. doi:10.1074/jbc.270.39.22661.
- Gicquiaux H; Lecat S; Gaire M;  . (2002). „Rapid internalization and recycling of the human neuropeptide Y Y(1) receptor.”. J. Biol. Chem. 277 (8): 6645—55. PMID 11741903. doi:10.1074/jbc.M107224200.
- Sheriff S; F  Qureshy A; T  Chance W;  . (2002). „Predominant role by CaM kinase in NPY Y(1) receptor signaling: involvement of CREB [corrected].”. Peptides. 23 (1): 87—96. PMID 11814622. doi:10.1016/S0196-9781(01)00583-6.
- Cox HM, Tough IR (2002). „Neuropeptide Y, Y1, Y2 and Y4 receptors mediate Y agonist responses in isolated human colon mucosa.”. Br. J. Pharmacol. 135 (6): 1505—12. PMC 1573267 . PMID 11906964. doi:10.1038/sj.bjp.0704604.
- Uddman R; Möller S; Nilsson T;  . (2003). „Neuropeptide Y Y1 and neuropeptide Y Y2 receptors in human cardiovascular tissues.”. Peptides. 23 (5): 927—34. PMID 12084524. doi:10.1016/S0196-9781(02)00003-7.
- Cantó Soler MV; Gallo JE; Dodds RA;  . (2002). „Y1 receptor of neuropeptide Y as a glial marker in proliferative vitreoretinopathy and diseased human retina.”. Glia. 39 (3): 320—4. PMID 12203398. doi:10.1002/glia.10107.
- Strausberg RL; Feingold EA; Grouse LH;  . (2003). „Generation and initial analysis of more than 15,000 full-length human and mouse cDNA sequences.”. Proc. Natl. Acad. Sci. U.S.A. 99 (26): 16899—903. PMC 139241 . PMID 12477932. doi:10.1073/pnas.242603899.
- Berglund MM; Schober DA; Statnick MA;  . (2003). „The use of bioluminescence resonance energy transfer 2 to study neuropeptide Y receptor agonist-induced beta-arrestin 2 interaction.”. J. Pharmacol. Exp. Ther. 306 (1): 147—56. PMID 12665544. doi:10.1124/jpet.103.051227.
- Lehner B, Sanderson CM (2004). „A protein interaction framework for human mRNA degradation.”. Genome Res. 14 (7): 1315—23. PMC 442147 . PMID 15231747. doi:10.1101/gr.2122004.
- Gerhard DS; Wagner L; Feingold EA;  . (2004). „The status, quality, and expansion of the NIH full-length cDNA project: the Mammalian Gene Collection (MGC).”. Genome Res. 14 (10B): 2121—7. PMC 528928 . PMID 15489334. doi:10.1101/gr.2596504.
- Körner M, Waser B, Reubi JC (2005). „High expression of neuropeptide y receptors in tumors of the human adrenal gland and extra-adrenal paraganglia.”. Clin. Cancer Res. 10 (24): 8426—33. PMID 15623622. doi:10.1158/1078-0432.CCR-04-0821.

## Spoljašnje veze
- „Neuropeptide Y Receptors: Y1”. IUPHAR Database of Receptors and Ion Channels. International Union of Basic and Clinical Pharmacology. Архивирано из оригинала 03. 03. 2016. г.